# دانييلا غوستن
دانييلا غوستن (بالسويدية: Daniela Gustin)‏ مواليد 11 مايو 1994 في غوتنبرغ، السويد، هي لاعبة كرة يد سويدية تلعب كجناح أيمن. مثلت منتخب السويد لكرة اليد للسيدات.

## روابط خارجية
- دانييلا غوستن على موقع الاتحاد الأوروبي لكرة اليد (الإنجليزية)